# اونمانسان
اونمانسان (به لاتین: Unmunsan) یک کوه در کره جنوبی است که در Gyeongsangbuk-do, South Korea واقع شده‌است. اونمانسان ۱٬۱۹۵ متر بالاتر از سطح دریا واقع شده‌است.